# Tereapii Tapoki
Tereapii Tapoki (ur. 8 kwietnia 1984, Oiretumu, Mauke) – lekkoatletka z Wysp Cooka specjalizująca się w rzucie dyskiem. 
Zawodniczka dwukrotnie reprezentowała swój kraj na igrzyskach olimpijskich, w Atenach w 2004 i w Pekinie w 2008, w obu przypadkach odpadła w eliminacjach.

## Rekordy życiowe
- Pchnięcie kulą – 14,96 (2006)
- Rzut dyskiem – 57,61 (2006)
- Rzut oszczepem – 45,85 (2006)